# Amaurobius tristis
Amaurobius tristis là một loài nhện trong họ Amaurobiidae.
Loài này thuộc chi Amaurobius. Amaurobius tristis được Ludwig Carl Christian Koch miêu tả năm 1875.